# Mycetophila drepana
Mycetophila drepana är en tvåvingeart som beskrevs av Wu, He och Yang 1998. Mycetophila drepana ingår i släktet Mycetophila och familjen svampmyggor.
Artens utbredningsområde är Zhejiang (Kina). Inga underarter finns listade i Catalogue of Life.